# Jean-Frédéric Phélypeaux

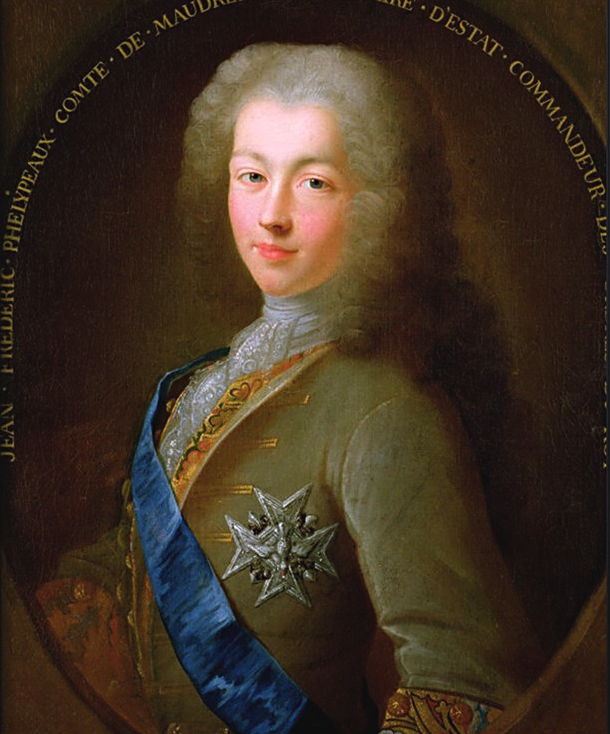
Jean-Frédéric Phélypeaux, graaf de Maurepas.

Jean-Frédéric Phélypeaux, graaf de Maurepas (Versailles, 9 juli 1701 — aldaar,  21 november 1781) was een Frans staatsman.

## Levensloop
Hij werd geboren als lid van een familie van administratieve adel. Zijn vader Jérôme Phélypeaux was staatssecretaris voor de marine en de koninklijke huishouding. Onder het toezicht van zijn vader, grootvader en ver familielid Louis Phélypeaux, markies de La Vrillière, werd Jean-Frédéric vanaf zijn kindertijd voorbereid om staatssecretaris te worden. Jean-Frédéric ontving de post van staatssecretaris op jeugdige leeftijd na het ontslag van zijn vader in het begin van het regentschap van Filips van Orléans. Tijdens zijn minderjarigheid werd de functie waargenomen door de markies de La Vrillière. In 1718 werd Jean-Frédéric benoemd tot graaf de Maurepas en werd hij op 17-jarige leeftijd minister van de koninklijke huishouding onder voogdij van de markies de La Vrillière. Kort nadien huwde hij met diens dochter Marie-Jeanne. Op 16 augustus 1723 werd hij vervolgens minister van Marine onder koning Lodewijk XV met de functies marine, koloniën en zeehandel. In 1738 werd hij toegelaten tot de Staatsraad en begon in die periode ook de koning te helpen bij belangrijke beslissingen. Ook na het overlijden van de La Vrillière bleef de Maurepas een bestuurlijke carrière uitoefenen en bleef minister van Marine tot op 23 april 1749, toen hij in ongenade viel en van het hof verbannen werd.
Begaafd in militaire en marine-strategieën, werd Maurepas ingeschakeld om de verloren prestige van de Franse marine te herwinnen en Frankrijk werd opnieuw erkend als maritieme macht. Hij kon dit doen door zich te focussen op de verdediging van Frankrijks uitgebreide rijk in de Nieuwe Wereld, vooral in de jaren 1730 en 1740. Zijn verdedigingsplannen werden ook geholpen door informatie van Britse marinemanoeuvres, lijsten van schepen die uit Noord-Amerika kwamen en met details over de constructies van schepen. Maurepas kon deze informatie bemachtigen door een geheime dienst te gebruiken die beschouwd werd als een van de efficiëntste diensten in Europa. Dit was enkel mogelijk via drastische financiële verhogingen die hij voor de marine kon verkrijgen. Zo steeg het budget voor marine van 9 miljoen livre in het midden van de jaren 1720 naar 19.2 miljoen livre in het midden van de jaren 1730, 20 miljoen livre in 1740, 26 miljoen in 1741 en 27 miljoen in 1742. Hij combineerde dit ministerschap met de mandaten van kamerheer van het koninklijk huishouden en van directeur van de geheime dienst. Hij vervulde zijn taken met efficiëntie en precisie.

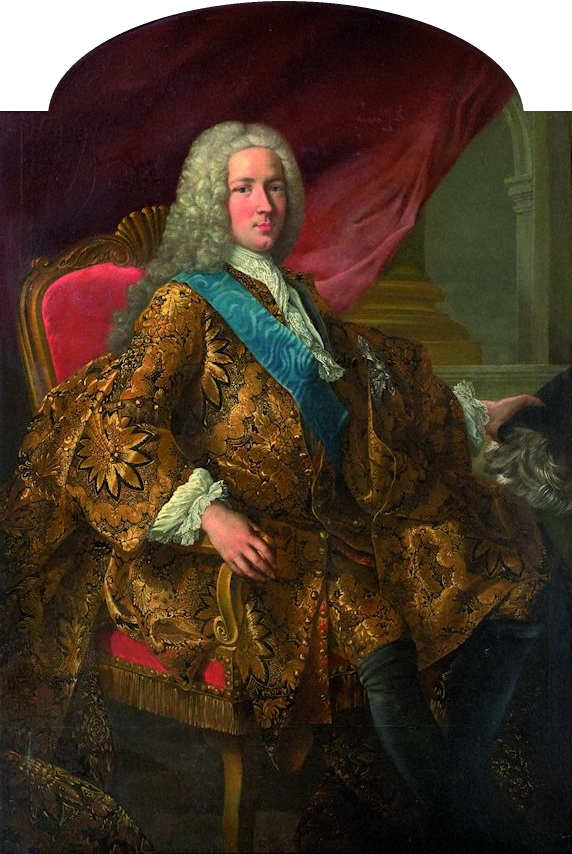
Portret van Jean-Frédéric Phélypeaux de Maurepas in de jaren 1730.

In 1749 werd Maurepas opzijgeschoven bij een coup geleid door de hertog de Richelieu en dit zorgde voor het einde van een periode van immens succes. Hij werd naar Parijs gestuurd, maar na een epigram tegen Madame de Pompadour werd hij uit Parijs verbannen. Vervolgens ging Maurepas naar Bourges en vervolgens naar Pontchartrain. Onmiddellijk na de dood van Lodewijk XV, in 1774, werd hij door diens opvolger, de onvoorbereide Lodewijk XVI, terug naar Versailles geroepen om minister van staat en mentor (de term die hij zelf gebruikte) te worden - praktisch gezien was hij eerste minister. De historicus Petitfils beschrijft de terugkeer van Maurepas aan het hof als een afrekening met de overleden Lodewijk XV: Maurepas ontslaat meteen de minister van buitenlandse zaken d'Aiguillon, minister van Financiën Terray en minister van justitie Maupeou. Hij maakte Anne Robert Jacques Turgot minister van Financiën, Chrétien-Guillaume de Lamoignon de Malesherbes werd minister van de koninklijke huishouding en Charles Gravier de Vergennes kreeg Buitenlandse Zaken. Aan het begin van zijn carrière toonde hij zijn gebrek aan politiek inzicht door de leden van het oude Parlement, dat onder René-Nicolas de Maupeou opgeheven was, in hun oude mandaten te herstellen. Het Parlement was een gevaarlijke vijand voor de koninklijke macht. Deze stap en ook het feit dat hij mee de Amerikaanse Staten wilde steunen waren belangrijke oorzaken van de Franse Revolutie.
Uit jaloezie begon Maurepas te intrigeren tegen minister van Financiën Turgot, die in 1776 tot ontslag werd gedwongen en na zes maanden wanorde werd Turgot uiteindelijk opgevolgd door Jacques Necker. In 1781 gebeurde bij Necker hetzelfde als bij Turgot. Enkele maanden later overleed Maurepas op 21 november.
Het meer Lake Maurepas in Louisiana in de Verenigde Staten is naar hem genoemd.
- Biblioteca Nacional de España: XX1714240
- Bibliothèque nationale de France: cb12540288x (data)
- Gemeinsame Normdatei: 119097060
- International Standard Name Identifier: 0000 0001 2277 2085
- Library of Congress Control Number: no90014262
- Nationale Bibliotheek van Tsjechië: xx0283287
- Nationale Bibliotheek van Israël: 987007336397405171
- Nederlandse Thesaurus van Auteursnamen: 073265020
- Système universitaire de documentation: 070984360
- Virtual International Authority File: 19790656
- WorldCat: E39PBJdGMf3pjjthGbF8hBxhpP